# Línea 628 (Interurbanos Madrid)
La línea 628 de la red de autobuses interurbanos de Madrid une el intercambiador de Moncloa con el Parque Empresarial de Las Rozas y El Cantizal.

## Características
Esta línea une Madrid con Las Rozas, en un trayecto de 45 minutos de duración entre cabeceras. Dispone de expediciones exprés, sin paradas desde la estación de Pinar de Las Rozas hasta Moncloa, en servicio desde el 4 de marzo de 2013.
Circula por el carril Bus-VAO de la A-6 mientras esté abierto.
La línea no mantiene los mismos horarios todo el año, desde el 1 al 31 de agosto se reducen el número de expediciones, además de los días excepcionales vísperas de festivo y festivos de Navidad en los que los horarios también cambian y se reducen.
Está operada por la empresa Auto Periferia mediante la concesión administrativa VCM-602 - Madrid – Las Rozas – Villanueva de la Cañada – Quijorna (Viajeros Comunidad de Madrid) del Consorcio Regional de Transportes de Madrid.

## Horarios
| Lunes a viernes laborables (1 septiembre - 31 julio) |
| De 6:45 a 23:00 cada 10-20 minutos                   |
| A 23:30 - 23:55                                      |
| Lunes a viernes laborables (1 - 31 agosto)           |
| De 6:50 a 23:10 cada 30-40 minutos                   |
| Sábados laborables (1 septiembre - 31 julio)         |
| A 7:50                                               |
| De 8:20 a 22:38 cada 33 minutos                      |
| A 23:13                                              |
| Sábados laborables (1 - 31 agosto)                   |
| De 8:20 a 23:10 cada 45-60 minutos                   |
| Domingos y festivos (1 septiembre - 31 julio)        |
| De 7:30 a 15:50 cada 50 minutos                      |
| De 16:35 a 23:11 cada 33 minutos                     |
| Domingos y festivos (1 - 31 agosto)                  |
| De 8:20 a 23:10 cada 45-60 minutos                   |
| Noches de viernes, sábados y vísperas de festivo     |
| A 1:30                                               |

| Lunes a viernes laborables (1 septiembre - 31 julio)               |
| A 6:40 - 7:00 - 7:20 - 7:40 - 8:00 - 8:30 - 9:00                   |
| De 9:30 a 22:00 cada 15-20 minutos                                 |
| A 22:30 - 23:00 - 23:20                                            |
| Servicios exprés a Moncloa, desde Pinar de Las Rozas, por bus-VAO: |
| A 6:45 - 7:15 - 7:45 - 8:15 - 8:45 - 9:15                          |
| Lunes a viernes laborables (1 - 31 agosto)                         |
| A 6:40                                                             |
| De 7:10 a 22:20 cada 35 minutos                                    |
| Sábados laborables (1 septiembre - 31 julio)                       |
| De 7:30 a 22:21 cada 33 minutos                                    |
| Sábados laborables (1 - 31 agosto)                                 |
| De 7:30 a 22:25 cada 45-55 minutos                                 |
| Domingos y festivos (1 septiembre - 31 julio)                      |
| De 7:30 a 15:00 cada 50 minutos                                    |
| De 15:45 a 22:21 cada 33 minutos                                   |
| Domingos y festivos (1 - 31 agosto)                                |
| De 7:30 a 22:25 cada 45-55 minutos                                 |
| Noches de viernes, sábados y vísperas de festivo                   |
| A 0:30                                                             |

## Recorrido y paradas

### Sentido Las Rozas
NOTA: Las paradas sombreadas en morado se realizan con el carril Bus-VAO abierto, mientras que las sombreadas en azul se realizan cuando circula por el lateral de la A-6.
| Código                               | Parada                                | Común con                                                                                             | Conexiones con Metro y Cercanías | Municipio | Zona |
| ------------------------------------ | ------------------------------------- | --- | -------------------------------- | --------- | ---- |
| Terminal de las expediciones diurnas |                                       | |                                  |           |      |
| 06002                                | Intercambiador de Moncloa (dársena 4) | 622 624A                                                                                              | Moncloa                          | Madrid    |      |
| Terminal de la expedición nocturna   |                                       | |                                  |           |      |
| 2419                                 | Moncloa (Ejército del Aire)           | N28 N903 N907                                                                                         | Moncloa                          | Madrid    |      |
| Paradas del itinerario común         |                                       | |                                  |           |      |
| 1332                                 | Escuela Agronómica                    | 83 133 162 164 621 622 623 624 624A 625 627 629 651 652 653 654 655 656 656A 657 658                  |                                  | Madrid    |      |
| 1334                                 | Palacio de La Moncloa                 | 83 133 162 164 621 622 623 624 624A 625 627 629 651 652 653 654 655 656 656A 657 658                  |                                  | Madrid    |      |
| 1338                                 | Veterinaria                           | 83 133 162 164 621 622 623 624 624A 625 627 629 651 652 653 654 655 656 656A 657 658 661 661A 662 664 |                                  | Madrid    |      |
| 06026                                | Av. Padre Huidobro - Urb. Casaquemada | 621 622 623 624 624A 625 627 629 661 661A 662 664                                                     |                                  | Madrid    |      |
| 11089                                | Ctra. El Escorial - Quinta del Sol    | 621 622 623 624A 625 627 629 661                                                                      |                                  | Las Rozas |      |
| 15717                                | Real - Biblioteca                     | 625                                                                                                   |                                  | Las Rozas |      |
| 15719                                | Av. Polideportivo - Auditorio         | 625                                                                                                   |                                  | Las Rozas |      |
| 17262                                | Emilia Pardo Bazán - Pza. Concordia   | 2 |                                  | Las Rozas |      |
| 17260                                | Emilia Pardo Bazán - Carmen Burgos    | 2 |                                  | Las Rozas |      |
| 17258                                | Emilia Pardo Bazán - María Moliner    | 2 |                                  | Las Rozas |      |
| 17256                                | Clara Campoamor - Ana Tutor           | |                                  | Las Rozas |      |
| 17254                                | María Guerrero - C.º Campo de Tiro    | |                                  | Las Rozas |      |
| 06105                                | Ctra. A-6 - ITV                       | 622                                                                                                   |                                  | Las Rozas |      |
| 06106                                | Ctra. A-6 - Urb. Pinar de Las Rozas   | 622                                                                                                   |                                  | Las Rozas |      |
| 06107                                | Ctra. A-6 - Est. Pinar                | 622 629 633 685                                                                                       | Pinar de Las Rozas               | Las Rozas |      |
| 11830                                | Severo Ochoa - Pablo Neruda           | 629 633 685                                                                                           |                                  | Las Rozas |      |
| 11828                                | Camilo José Cela - Severo Ochoa       | 629 685 2                                                                                             |                                  | Las Rozas |      |
| 11824                                | Camilo José Cela - J. Ramón Jiménez   | 629 685 2                                                                                             |                                  | Las Rozas |      |
| 09810                                | Tracia - Urb. Los Jarales             | 620 625 FS1 2                                                                                         |                                  | Las Rozas |      |
| 09812                                | Santos - Urb. Parque de Las Matas     | 620 625 2                                                                                             |                                  | Las Rozas |      |
| 09814                                | Santos - Urb. Señorío de Las Rozas    | 620 625 2                                                                                             |                                  | Las Rozas |      |
| 09815                                | Av. Esparta - Darío                   | 620 625 2                                                                                             |                                  | Las Rozas |      |
| 09816                                | Aristóteles - Polideportivo           | 620 625 1 2                                                                                           |                                  | Las Rozas |      |
| 09818                                | Aristóteles - Centro de Salud         | 620 625 1 2                                                                                           |                                  | Las Rozas |      |
| 15212                                | Aristóteles - Av. Atenas              | 1 |                                  | Las Rozas |      |
| 15214                                | Av. Lazarejo - Santolina              | 1 |                                  | Las Rozas |      |
| 15215                                | Av. Lazarejo - Kálamos                | |                                  | Las Rozas |      |
| 15217                                | Av. Lazarejo - Jaras                  | |                                  | Las Rozas |      |
| 20822                                | Av. Lazarejo - Gardenia               | |                                  | Las Rozas |      |
| 15219                                | Av. Lazarejo - Fresno                 | |                                  | Las Rozas |      |
| 15221                                | Av. Lazarejo - Moreras                | |                                  | Las Rozas |      |
| 15223                                | Av. Lazarejo - Perales                | |                                  | Las Rozas |      |

### Sentido Madrid
NOTA: Las paradas sombreadas en morado se realizan con el carril Bus-VAO abierto, mientras que las sombreadas en azul se realizan cuando circula por el lateral de la A-6.
| Código                               | Parada                                  | Común con                                                                                                  | Conexiones con Metro y Cercanías | Municipio | Zona |
| ------------------------------------ | --------------------------------------- | --- | -------------------------------- | --------- | ---- |
| 15224                                | Av. Lazarejo - Adelfas                  | |                                  | Las Rozas |      |
| 15222                                | Av. Lazarejo - Moreras                  | |                                  | Las Rozas |      |
| 15220                                | Av. Lazarejo - Fresno                   | |                                  | Las Rozas |      |
| 20823                                | Av. Lazarejo - Gardenia                 | |                                  | Las Rozas |      |
| 15218                                | Av. Lazarejo - Jaras                    | |                                  | Las Rozas |      |
| 15216                                | Av. Lazarejo - Kálamos                  | |                                  | Las Rozas |      |
| 15213                                | Av. Lazarejo - Santolina                | 1 |                                  | Las Rozas |      |
| 15211                                | Aristóteles - Av. Atenas                | 620 625 1 2                                                                                                |                                  | Las Rozas |      |
| 09819                                | Aristóteles - Centro de Salud           | 620 625 1 2                                                                                                |                                  | Las Rozas |      |
| 09817                                | Aristóteles - Polideportivo             | 620 625 1 2                                                                                                |                                  | Las Rozas |      |
| 06414                                | Av. Esparta - Júpiter                   | 620 625 2                                                                                                  |                                  | Las Rozas |      |
| 06415                                | Av. Esparta - Séneca                    | 620 625 2                                                                                                  |                                  | Las Rozas |      |
| 09811                                | Tracia - Urb. Los Jarales               | 620 625 FS1 2                                                                                              |                                  | Las Rozas |      |
| 11827                                | Camilo José Cela - J. Ramón Jiménez     | 629 685 2                                                                                                  |                                  | Las Rozas |      |
| 11829                                | Camilo José Cela - Severo Ochoa         | 629 685 2                                                                                                  |                                  | Las Rozas |      |
| 11831                                | Severo Ochoa - Pablo Neruda             | 633 685 |                                  | Las Rozas |      |
| 06128                                | Ctra. A-6 - Est. Pinar                  | 622 629 685                                                                                                | Pinar de Las Rozas               | Las Rozas |      |
| 06129                                | Ctra. A-6 - Residencia de Ancianos      | 622 |                                  | Las Rozas |      |
| 06130                                | María Guerrero - Cº Campo de Tiro       | 620 622 |                                  | Las Rozas |      |
| 17255                                | Clara Campoamor - Ana Tutor             | 620 |                                  | Las Rozas |      |
| 17257                                | Emilia Pardo Bazán - Marie Curie        | 2 |                                  | Las Rozas |      |
| 17259                                | Emilia Pardo Bazán - Mercedes Formica   | 2 |                                  | Las Rozas |      |
| 17261                                | Emilia Pardo Bazán - Pza. Concordia     | 2 |                                  | Las Rozas |      |
| 15720                                | Av. Polideportivo - Auditorio           | 625 |                                  | Las Rozas |      |
| 15718                                | Real - Biblioteca                       | 625 |                                  | Las Rozas |      |
| 06166                                | Ctra. El Escorial - Quinta del Sol      | 621 622 623 624A 625 627 629 631 641 642 643 661                                                           |                                  | Las Rozas |      |
| 11090                                | Ctra. M-505 - Cerezales                 | 621 622 623 624 624A 625 627 629 631                                                                       |                                  | Las Rozas |      |
| 06170                                | Ctra. A-6 - Colonia Veracruz            | 621 622 623 624 624A 625 627 629                                                                           |                                  | Las Rozas |      |
| 06218                                | Ctra. A-6 - Urb. Jardín de Las Avenidas | 621 622 623 624 624A 625 627 629                                                                           |                                  | Las Rozas |      |
| 06268                                | Av. Padre Huidobro - P.º Ermita         | 621 622 623 624 624A 625 627 629 631 635 641 642 643 651 652 653 654 655 656 656A 657 661 661A 662 664 815 |                                  | Madrid    |      |
| 4311                                 | Padre Huidobro - Carretera de Castilla  | 162 621 622 623 624 624A 625 627 629 651 652 653 654 655 656 656A 657 658                                  |                                  | Madrid    |      |
| 23                                   | Estadística - Geografía e Historia      | Autobuses interurbanos del Corredor 6                                                                      |                                  | Madrid    |      |
| 1335                                 | Palacio de La Moncloa                   | Autobuses interurbanos del Corredor 6                                                                      |                                  | Madrid    |      |
| 1333                                 | Escuela Agronómica                      | Autobuses interurbanos del Corredor 6                                                                      |                                  | Madrid    |      |
| Terminal de las expediciones diurnas |                                         | |                                  |           |      |
| 06002                                | Intercambiador de Moncloa (dársena 4)   | 622 624A                                                                                                   | Moncloa                          | Madrid    |      |
| Terminal de la expedición nocturna   |                                         | |                                  |           |      |
| 2419                                 | Moncloa (Ejército del Aire)             | N28 N903 N907                                                                                              | Moncloa                          | Madrid    |      |

## Galería de imágenes

Mapa de la distribución de dársenas del intercambiador de Moncloa con la distribución de cabeceras de las líneas de autobuses, entre las que aparece la línea 628.